# Villeneuve-lès-Montréal
Villeneuve-lès-Montréal är en kommun i departementet Aude i regionen Occitanien  i södra Frankrike. Kommunen ligger  i kantonen Montréal som ligger i arrondissementet Carcassonne. År 2022 hade Villeneuve-lès-Montréal 337 invånare.

## Befolkningsutveckling
Antalet invånare i kommunen Villeneuve-lès-Montréal
Referens: INSEE